# Liste der Monuments historiques in Saint-Amand-sur-Ornain
Die Liste der Monuments historiques in Saint-Amand-sur-Ornain führt die Monuments historiques in der französischen Gemeinde Saint-Amand-sur-Ornain auf.

## Liste der Immobilien
| Bezeichnung                | Beschreibung | Standort                  | Kennzeichnung | Schutzstatus | Datum | Bild |
| -------------------------- | --- | ------------------------- | ------------- | ------------ | ----- | ---- |
| Heiliger Bezirk von Nasium | Reste eines leukischen Umgangstempels, erstes und zweites Jahrhundert; die Siedlung vorwiegend auf dem Gebiet von Naix-aux-Forges | nördlich des Ortes (Lage) | PA00132647    | Inscrit      | 1994  |      |

## Liste der Objekte
| Bezeichnung                   | Beschreibung                                              | Standort                      | Kennzeichnung | Schutzstatus | Datum | Bild |
| ----------------------------- | --------------------------------------------------------- | ----------------------------- | ------------- | ------------ | ----- | ---- |
| Chorgestühl                   | Holz, 16. Jahrhundert; aus dem Kloster Les Vaux-en-Ornois | in der Kirche St-Amand (Lage) | PM55000519    | Classé       | 1939  |      |
| Skulptur Unterweisung Mariens | Holz, 17. Jahrhundert; aus dem Kloster Les Vaux-en-Ornois | in der Kirche St-Amand (Lage) | PM55000520    | Classé       | 1967  |      |